# Phyllodoce rathkei
Phyllodoce rathkei är en ringmaskart som beskrevs av Jean Louis Armand de Quatrefages de Bréau 1866. Phyllodoce rathkei ingår i släktet Phyllodoce och familjen Phyllodocidae. Inga underarter finns listade i Catalogue of Life.